# Alamance megye
Alamance megye az Amerikai Egyesült Államokban, azon belül Észak-Karolina államban található. Megyeszékhelye Graham, legnagyobb városa Burlington. Lakosainak száma 171 415 fő (2020. április 1.). Alamance megye Caswell, Orange, Chatham, Rockingham, Randolph és Guilford megyékkel határos.

## Népesség
A megye népességének változása:
| Lakosok száma | 151 538 | 152 820 | 153 672 | 154 378 | 158 276 | 171 415 |
|               | 2010    | 2011    | 2012    | 2013    | 2015    | 2020    |